# Dżawaher Deh
Dżawaher Deh (perski: جواهرده) – wieś w Iranie, w ostanie Mazandaran. W 2006 roku miejscowość liczyła 170 mieszkańców w 76 rodzinach.